# Xiphophyllum angustelaminatum
Xiphophyllum angustelaminatum är en insektsart som beskrevs av Max Beier 1960. Xiphophyllum angustelaminatum ingår i släktet Xiphophyllum och familjen vårtbitare. Inga underarter finns listade i Catalogue of Life.